# 品質工学
品質工学（ひんしつこうがく、英: quality engineering）とは、技術開発・新製品開発を効率的に行う開発技法。考案者の田口玄一の名を冠してタグチメソッドとも呼ばれる（TMと略される）。特に海外ではこちらの呼び方が一般的である。

## 狙い
事業経営の中で技術戦略の重要性はますます高まるばかりであるが、モノ造りの世界が相変わらず従来の科学的思考や統計的な考え方のパラダイムに浸かっていて、開発の効率化は停滞しており、その上、社会的トラブルが頻発して後手管理の再発防止型の生産活動（もぐら叩き）が行われているのが現状である。
品質工学は欧米ではタグチメソッドと呼ばれ、創始者は田口玄一である。
品質工学の本質的な考え方は「社会的損失の最小化」「個人の自由の和の拡大」など頭脳労働の生産性の改革を考えることが狙いである。このことを「技術戦略」と考えている。モノ造りは企業側の理屈ではなく、顧客側の理屈で考えて企業の利益と顧客側の損失とがバランスするような経営をすることを狙っている。
田口玄一は「品質工学の目的は社会的な生産性を上げること。しかも頭脳労働の生産性が大切だということだ。企業でもR&Dで新産業を作る研究をすれば、失業者は吸収できるし、開発段階で機能性の評価をやって無駄な労働時間を短縮すれば、2日の休みを3日か4日にすることだってできる。その休みを旅行やスポーツなどの趣味やレジャーに使えば国全体が潤うことになる」と語っている。

## 構成する分野
主に3つの分野で構成される。
1. 開発設計段階、つまり生産に入る前のオフラインでの品質工学（パラメータ設計→損失関数)
2. 生産段階、つまり生産のオンラインでの品質工学（損失関数)
3. MT法（マハラノビス・タグチ）法

## オフライン（開発・設計）における品質工学

### パラメータ設計
パラメータ設計に入る前に重要なことは、時代の潮流を考えて、技術テーマを選択するのは技術責任者の役割であり責任である。技術開発テーマが決まったら、技術者が顧客の立場に立って「システム選択」することになるが、顧客が欲しい機能を考えて、理想機能を満足するシステムをたくさん考案することが大切である。考案したシステムの良し悪しを判断するのが「機能性評価」である。機能性評価はシステムとは関係なく、顧客が使う立場で信号とノイズを考えてSN比で評価することが大切である。
その後で、パラメータ設計（厳密にはロバスト設計という方が適切である）を行うのであるが、品質工学では「品質が欲しければ、品質を測るな。機能性を評価せよ」と言うことが合言葉になっていて、品質問題を解決する場合には、品質特性などのスカラー量は使わずに、理想機能（{\displaystyle y=\beta M}）を特性値と考えてパラメータ設計を行う。
パラメータ設計の手順は以下の通りである。
1. テーマの分析
2. 目的機能の明確化
3. 理想機能の定義（{\displaystyle y=\beta M}）
4. 計測特性は何か（信号因子とノイズの選択）
5. SN比や感度を求める
6. 制御因子を決める
7. 直交表に制御因子を割り付けて、信号やノイズとの直積実験を行う
8. データ解析を行う
9. 要因効果図を作成して最適条件と現行条件やベンチマーク条件を求める
10. 確認実験で最適と現行の利得の再現性をチェックする
11. 再現性が悪い場合は特性値やノイズや制御因子の見直しを行う

### 許容差設計
パラメータ設計は低コストの部品を使って、SN比で機能性の改善を行うが、品質改善の目的はコスト改善であるから、品質とコストのバランスを考えることが大切でマネジメントの問題である。
そこで、パラメータ設計でSN比を6dB改善できれば、市場のばらつきが1/4になるのだから、1/4の低コスト部品を使っても目的機能は変わらないことになる。この場合、3dBを品質改善に、残りの3dBをコスト改善に廻せば、2倍の品質で半分のコストが達成できるのである。
許容差設計は「品質改善の成果をコスト改善に還元できる手法」なのである。
ここで初めて「損失関数」が必要になるのである。損失関数は「目標値からのばらつき」に比例するもので、目標値に調整した後のSN比の真数の逆数に比例する。すなわち、{\displaystyle L}(円) = {\displaystyle {\frac {A}{\Delta ^{2}}}} (1/SN比)で表され、{\displaystyle \Delta }は機能限界、{\displaystyle A}は機能限界を超えたときの損失で市場に出たときの品質損失を表す。
1. 部品や組み立て品の許容差設計
2. 直交多項式を使った応答解析による許容差設計

最近社会的トラブルに関係する「安全設計」にこの考え方が適用できる。品質工学における安全設計とは、「信頼性に頼るのでなく、事故が起きたときに被害を最小にする設計である」。例えば、航空機事故の場合、航空機が落ちたとき人命を2億円と考えて、損害に見合うような安全装置を設置するなどである。照明器具が落下した場合、人間の頭の上で止まって直接危害を加えない安全装置を設けるなどである。

### 許容差決定
許容差設計では、部品コストと品質コストがバランスし、両者の和が最小になるように許容差を決めることである。したがって、「コストが決まらないと許容差は決められない」ことになる。逆に言えば部品が決まれば品質の良否を判定する許容差が決定する。
許容差{\displaystyle \Delta }は下記のように損失関数から決める。
　{\displaystyle \Delta ={\sqrt {\frac {A}{A_{0}}}}\Delta _{0}}
　{\displaystyle A}:部品コストや{\displaystyle \Delta }を超えたときの廃棄費用
　{\displaystyle A_{0}}:機能限界{\displaystyle \Delta _{0}}を超えたときの社会的損失(円)
　{\displaystyle \Delta _{0}}:機能限界で消費者の許容限界
生産者と組み立て者の場合は、生産者の許容差{\displaystyle \Delta }は組み立て者の機能限界{\displaystyle \Delta _{0}}と組み立て者が機能限界{\displaystyle \Delta _{0}}を超えたときの損失{\displaystyle A_{0}}から上式で決める。
安全率 {\displaystyle \varphi } は上式から、
{\displaystyle {\sqrt {\frac {A_{0}}{A}}}={\frac {\Delta _{0}}{\Delta }}=\varphi }
で表される。
望目特性と望小特性の安全率であるが望大特性の安全率は
{\displaystyle \varphi ={\frac {\Delta }{\Delta _{0}}}}
で表される。
組み立て品の許容差を決めるときには、機能限界{\displaystyle \Delta _{0}}から出力特性{\displaystyle y}の許容差{\displaystyle \Delta y}を求め、直交多項式
{\displaystyle y=my+a(xA-mA)+b(xB-mB)+\cdots }
安全率　{\displaystyle \varphi ={\sqrt {\frac {A_{0}}{A}}}}
出力特性の許容差　{\displaystyle \Delta y={\frac {\Delta _{0}}{\varphi }}}
A部品の許容差　{\displaystyle \Delta A{\frac {\Delta y}{a}}={\frac {\Delta _{0}}{a\varphi }}}
B部品の許容差　{\displaystyle \Delta B={\frac {\Delta y}{b}}={\frac {\Delta _{0}}{b\varphi }}}

## オンライン（製造）における品質工学
「メーカー側（製造者）の損失」と「ユーザー側（顧客）の損失」の和をバランス良く小さくすることが、品質工学の目的である。「ユーザー側（顧客）の損失」の中の機能のばらつきを小さくする手法としてパラメータ設計がある。
「メーカー側（製造者）の損失」いわゆる、生産コストは、
　生産上のコスト＝材料費+加工費+管理費+公害等の損失
となる。
この内、材料費、加工費、公害等の損失は、主に設計段階で決まるが、管理費は、生産部門が与えられた工程で規格通りの製品を出荷するための管理（品質管理）費で、管理に依存する。工程の状態を高水準に維持したり、装置が故障する前に予防措置をとらねばならないが、その対策が過剰品質になれば、何れは、価格に跳ね返り競争力を失うことになる。従って、経済性を勘案した工程管理のあり方が重要になる。この分野をオンライン（製造）における品質工学と言うが、許容差決定が最前提にあることは言うまでも無い。
オンライン品質工学は、製造工程において一番少ない経費で一番良い品質にするための仕事のやり方であるが、具体的な方法論には下記のようなものがある。
1. フィードバック制御： 作った製品の特性値を調べ、目標値とある程度以上の差がある時、工程を正常に戻すフィードバック制御の管理理論．
2. 工程の診断と調節： 合格・不合格の判定しかできない場合の工程設計理論．例）ビンの製造工程、アルミダイキャスト製造工程
3. 工程連結のシステム設計： 一連の加工工程を連結する場合の稼働率、在庫費用を考慮した最適連結方式を求める方法．
4. フィードフォワード制御(適応制御)： 部品や中間製品の特性を調べ、相手部品を選んだり、工程条件を変えて製品を目標値通りに作る適応制御方式の設計理論．
5. 検査設計： 検査方法が決まっている時、工程の品質水準とその工程での不良率を調べ、検査するかしないかを決定する方法．
6. 予防保全方式の設計： 出荷した製品が機能しなかったり、生産機械が故障して止まってしまう場合の予防保全の設計方式．
7. 安全システムの設計と保全： 故障表示は設置されていても、故障表示装置自体の異常は人間がチェックしなければならない．この場合の点検方式の理論．

## MT法（MTシステム）
MT（英: Mahalanobis Taguchi）法という新しい多次元情報データによる予測、診断、分析法が提案され、実用例が多数の企業から報告されている。第一次産業革命は、加工運搬などの肉体労働を機械化することで、重労働作業から人間を解放したのみでなく、生産性の向上で生活水準を豊かにした（現在はMahalanobisの距離を使っていない手法も普及し、その中でT法が主力となると思われるが、MTシステムの名前はそのまま使われている）。
米国では、農業の生産性が向上し、現在では2％以下の農業人口で、米国の全人口の2倍の人々に対して十分な農産物が供給できるようになったという。
それらの改善は、農作業や農産物の運搬、貯蔵に必要な作業の機械化による生産性が建国当時の100倍になったが、現在も人間による作業が残されている。
特に乳幼児や高齢者の世話に多くの人手を必要にしている。それらの作業を機械化するには漫画に出てくるようなロボットの開発が必要である。人間や動物の持つ能力でコンピュータが持っていない能力の1つが「パターン認識能力」である。
パターン認識は、広くは言語の理解能力であるが、品質工学のMT法では蓄積されたデータベースからの判断問題（診断や予測）のみを取り上げる。
当初提案されたのはMT（Mahalanobis Taguchi）法であったがその後各種提案されている。MT法というとこの最初に提案されたMT法を指したり、この提案された全ての手法を指す場合の2通りがある。MTシステムと言った場合は手法全体のことを指すことが多い（ただし、MTSという略号はTS法の初期の呼び名であることもあり、古い文献を参照する場合は注意すること）
戦略としての品質工学は欧米ではタグチメソッド（Taguchi methodsとかTaguchi quality engineering）と呼ばれている。
タグチメソッドは、予測の精度を機能性評価によるSN比（信号対雑音比）を用いる方法である。SN比は判断の誤りの大きさを結果で評価する方法で、関数空間の関係のみならず、多次元空間の関係にも応用できるのである。
多次元空間には様々な時系列のデータも入るので、ここに示す方法は工学のみならず医学や経営学や社会学や自然現象（地震や天候など）の分野にも利用できるが、データベースは個々の分野の専門家の仕事でタグチメソッドではない。
商品や技術分野でパラメータ設計を行うときにも制御因子を選ぶのは専門家の仕事であって、システムの良否を判断することがタグチメソッドの機能性の評価であると同じことである。
MT法では判断する場合、データベースとして、単位空間を決めて異常空間の大きさを予測するのであるが、単位空間はあくまでも均一な空間であるから正常空間や普通な空間を考える。
MTシステムには、MT法、MTA法、MTS法、TS法、T法などが用意されている。
MTシステムのMはマハラノビスMahalanobisのMで、Tは田口の頭文字を表し、マハラノビスの考案したマハラノビスの距離を、田口の手によって拡張された概念である。

### MT法
MT法はマハラノビスの距離を用いて逆行列を利用した方法で単位空間で求めた観測の対象の平均値が1になることが特徴である。逆行列の計算精度が維持できる程度の項目間の多重共線性がなく（逆行列の計算精度に影響する）、{\displaystyle \sigma =0}でない場合に使用できる。

### MTA法
MTシステムの1つであるが、逆行列を利用した場合、相関係数が1の場合や相関が強くなって精度が下がる場合には、解析ができないなど不具合が発生する。これは多重共線性と呼ばれる問題である。これを逆行列の代わりに余因子行列を用いて一部解決したのがMTA法である。この方法で求めた距離の値もMT法と異なるが、多重共線性が発生していなければ、MT法と完全な相関を持ち距離は定数倍されるだけである。またMTAの拡張方法が永田（早稲田大学）より提案されている。

### TS法
シュミットの直交展開を利用した方法であるが、この方法は単位空間が中央にある場合、予測の対象に正・負の符号を付与することが可能である。解析に当たっては信号の真の値の確からしさが重要で、計測対象の距離とは計測対象の真値を直接推定予測することができる。したがって信号の真値の信頼度によって結果が変わる可能性があることが指摘されている。

### T法
TS法と同じように予測の対象が正・負の符号が考えられる場合、下記の3つの方法が用意されている。
- T法（1）：両側T法で表される場合。パターン差による推定法は結果が中央付近のメンバーを単位空間にとる。経営利益や株価や降雨量などは変化が安定しているときのデータが単位空間で正負のどちらのデータも予測したい場合に用いる。

- T法（2）：片側T法で表される場合でパターン差距離を用いる方法で、端に単位空間をとり、異常の診断や予測に用いる。歩留まりは100%が単位空間で、地震予測では震度1未満が単位空間でそれからの距離を予測したい場合に使用する。

どちらも真値がある場合に用いる。
真値がある場合、真値と単位空間の各項目のSN比と感度を計算して、各項目の重み付けして真値Mを推定する。
- T法（3）RT法：信号の真値がない場合。文字認識の場合、「違う」ということは分かるが、どの程度「違う」のか分からない。火災の場合でも、ぼやや火事や大火事など真値が分からないので、項目ごとにメンバー（データ）を求めて、データごとのSN比と感度を求めて、両者からMTA法を使って単位空間の距離{\displaystyle D}を求める。単位空間の{\displaystyle D}と単位空間に属さないメンバーの{\displaystyle D}を比較する。

T法(1)(2)では項目に対してデータ数はいくらでもよく、{\displaystyle n=1}個でもよい。
【項目診断の流れ】
1. 単位空間データ、信号データを用意して、信号データの距離を推定する。
2. 信号データを異常種類別に分類する
3. 分類した信号データ(異常の種類）別に、距離を特性値として2水準の直交表を利用して要因効果図を作成する。
4. 診断したい未知データの距離を特性値として、2水準の直交表を利用した要因効果図を作成する。
5. 未知データの要因効果図と、既に分類してある信号データの要因効果図と比較して、同じ異常のパターンを探す。

## その他

### 標準SN比
現在のパラメータ設計では、市場調査等で、しばしば目的機能を対象にする場合がある。例えば、市場調査の結果、スイッチの場合、クリック感などが評価される。その目的機能は距離、押し圧の関係で波状の曲線形状となる。
このような曲線の場合は、変数変換で比例関係にはできない。SN比は、ノイズに対する安定性の評価であることから、比例関係でない場合も色々なノイズ条件下でも標準条件と同じように機能することを評価したいのである。この評価方法を標準SN比（別称 N0（エヌゼロ）法）と言うが、TS法及びT法と並び、新しい概念である。なお、古くから正常と異常の判定基準（0, 1）評価の標準寄与率から求められる標準SN比があるが、それとは区別されたい。
従来のSN比は、顧客の欲しい機能を表す信号の効果と顧客が望まないノイズの効果との比で表したものであるが、信号の効果の中には、比例項の変動{\displaystyle S_{\beta }}と信号の2次項のばらつきSMresが含まれるため、そのばらつきは誤差変動{\displaystyle S_{e}}とは別なばらつきでノイズの影響ではないのである。そこで、ノイズの影響だけが顧客が望まないものであるから、信号の効果とノイズの効果を完全に分離することを考えたのが標準SN比である。したがって、2段階設計では、まずノイズの効果だけを考えて最適条件を求めてから、信号の効果を{\displaystyle \beta _{1}=1}、2次効果{\displaystyle \beta _{2}=0}になるように要因効果図の制御因子でチューニングするのである。従来SN比に比べて再現性が高くなるのが特徴である。
従来のSN比は {\displaystyle \eta =10\log {\frac {\beta ^{2}}{\sigma ^{2}}}} で表し、標準SN比は {\displaystyle \eta =10\log {\frac {1}{\sigma ^{2}}}} で表される。
標準SN比は、目的機能でも基本機能でも用いられるが、ベンチマークと品質の比較をする場合には再現性は必要ないので、従来SN比を用いることになる。

### エネルギー比型SN比（新SN比）
機能性評価では、実験データの出力のエネルギー（ST）は、有効エネルギー（Sβ）と有害エネルギー（SN）の和でピタコラスの定理で表されるから、ST=Sβ+SNとなる。顧客の満足度を表すSN比は、有効エネルギーと有害エネルギーの比で考えることができるから、
SN比(η)=(Sβ/nr)/(SN/nr)=Sβ/SN デシベルでは10log(Sβ/SN)
感度(S)=10log(Sβ/nr)
で表される。新SN比は、信号の水準数やデータ数に関係ないことが特徴である。MT法でSN比を求める場合、従来SN比ではSβ<Veの場合はη=0として考えるが、新SN比では総べてのデータを採用できることが特徴である。SN比は相対比較であるから、利得の改善に意味があって、SN比の絶対値は問題にしないという考えが従来SN比であるが、絶対値も変わらない新SN比の方が損失関数を求める場合には便利である。